# Enallopsammia rostrata
Enallopsammia rostrata (Pourtalès, 1878) è una madrepora di acque profonde della famiglia Dendrophylliidae.

## Distribuzione e habitat
La specie ha una distribuzione cosmopolita.